# Норкін Андрій Володимирович
Андрі́й Володи́мирович Но́ркін (рос. Андрей Владимирович Норкин; 25 липня 1968, Москва, СРСР) — російський журналіст, медіаменеджер, теле- і радіоведучий. Колишній керівник телекомпанії «Ехо-ТВ» і московського бюро супутникового телеканалу «RTVi» (2002—2007), головний редактор телекомпанії «Канал 6» (2002). Фіналіст національного телевізійного конкурсу «ТЕФІ» (2003, 2005 і 2007), переможець національного телевізійного конкурсу «ТЕФІ—2006». Член Академії Російського телебачення (з 2007 року).
Фігурант бази даних центру «Миротворець».

## Життєпис
Народився 25 липня 1968 року в Москві. У 1985 році закінчив середню школу.
На початку роботи на НТВ навчався на факультеті журналістики Московського університету, однак освіту не завершив.

## Професійна діяльність
З 1985 року по 1986 рік працював слюсарем макетної майстерні Науково-дослідного інституту далекого радіозв'язку (НІІДАР).
З 1986 по 1988 рік проходив строкову військову службу в артилерійських військах на території Закавказького військового округу в місті Кутаїсі, було присвоєно військове звання сержант.
З 1989—1992 роках працював у відділі інформації, друку і реклами генеральної дирекції Московського центрального стадіону в Лужниках. В різний час займав посади диктора, молодшого редактора і редактора, виконував обов'язки начальника відділу.
У другій половині 1991 року співпрацював з радіостанцією «Максимум», де був ведучим інформаційних програм.
З 1992 року перейшов на радіостанцію «Радіо 101», обіймав посаду директора з інформаційних програм (по 1994 рік). У 1994—1995 роках працював на радіостанції «Радіо-Панорама», де став автором і ведучим музичних програм. У 1995—1996 рік — автор і ведучий програм на радіостанції «Радіо Росії „Ностальжі“».
У 1996 році розпочав роботу на телебаченні — у телекомпанії НТВ. Тут (до квітня 2001 року) був ведучим ранкових та денних випусків інформаційної програми «Сьогодні» і ток-шоу «Герой дня».
З квітня 2001 року по січень 2002 року (з причини розвитку подій навколо «справи НТВ») працював на телеканалі ТВ-6, де вів інформаційні програми «Сьогодні на ТВ-6» (з вересня 2001 року назву було змінено на «Зараз») і «Небезпечний світ».
З лютого 2002 року по листопад 2007 року — головний редактор телекомпанії «Ехо-ТВ», керівник московського бюро супутникового телеканалу «RTVi».
В 2002 році (в дні теракту на Дубровці) вів екстрені випуски новин «Зараз в Росії» виробництва компанії «Ехо-ТВ» на телеканалі СТС.
З 2008 року по 2011 рік працював на «П'ятому каналі». До 1 січня 2010 року був художнім керівником і ведучим ранкового блоку, тобто інформаційно-розважальної програми «Ранок на П'ятому». З 15 березня 2010 по 2011 рік вів програми «Реальний світ» і «Дорогі мама й тато».
З березня 2010 року по квітень 2013 року вів ефір радіостанції «Коммерсант FM». Після перерви (у зв'язку з роботою на створюваному Громадському телебаченні Росії) повернувся в ефір радіостанції 17 червня 2013 року.
Як радіоведучий співпрацював з радіостанціями «Ехо Москви» та «Говорить Москва».
З квітня по 16 липня 2013 року — співробітник Суспільного телебачення Росії (ОТР). Був ведучим суспільно-політичної програми «Прав? Так!» та підсумкової інформаційно-аналітичної програми «Подробиці. Недільна тиждень (з 23 червня 2013). Пішов з телеканалу, щоб продовжити роботу на радіо.
З травня 2014 року по вересень 2016 року — один із авторів програми „Репліка“ на державному інформаційному телеканалі Росія-24.
З вересня 2014 року співпрацює з каналом НТВ. У 2014—2015 роках був співведучим щоденної інформаційної програми „Анатомія дня“ і провідним щотижневого суспільно-політичного ток-шоу „Список Норкіна“.
З 29 лютого 2016 року — ведучий суспільно-політичного токшоу „Місце зустрічі“ в парі з Ольгою Бєловою.
З 10 травня 2016 по 17 лютого 2017 року — ведучий програми «Підсумки дня» у парі з Ганною Янкиной.
З 2015 року — керівник служби новин російського православного телеканалу «Царьград ТВ». З лютого 2015 року — ведучий циклу програм «100 років Революції», присвяченого подіям 1917 року в Росії; з 19 січня по 31 березня 2016 року — ведучий щоденної авторської програми «Хроніки Норкіна» на даному телеканалі. У квітні програма отримала нову назву — «Хроніки Царгорода», а Андрій Норкін в якості ведучого став з'являтися періодично з 30 травня.
З 3 квітня 2017 року — ведучий програми «120 хвилин» на радіостанції «Комсомольська правда» в парі зі своєю дружиною Юлією.

## Педагогічна діяльність
З 2013 по 2016 рік вів майстерню Андрія Норкіна на факультеті журналістики Московського інституту телебачення і радіомовлення «Останкіно» (МИТРО).
З березня 2017 року — один з менторів освітнього проекту «Курс НТВ».

## Критика
Програми за участю Норкіна на НТВ 2010-х років часто піддавалися критиці за факти фальсифікації інформації, а також за упереджену поведінку ведучого й тенденційний підбір учасників, чий склад майже не відрізняється від інших програм.
Отримав розголосу інцидент на програмі «Список Норкіна» від лютого 2015 року, коли ведучий систематично не давав голосу Ксенії Собчак, «у помсту за те, що свого часу його затикали на програмі „Дождь“».
28 вересня 2016 року в ефірі програми «Місце зустрічі» при обговоренні теми розслідування катастрофи MH17 Норкін вигнав зі студії запрошеного українського політолога Сергія Запорозького з вигуком: «…Всякий баран буде мене вчити… Я 26 років працюю в журналістиці!». Причиною сварки стало твердження Норкіна, що російські відомства не заявляли про збиття лайнера українським бойовим літаком, яке Запорізький назвав таким, що не відповідає істині. Сам телеведучий відмовився вибачатися і пошкодував лише про те, що «не вломив йому». Розв'язну і хуліганську поведінку Норкіна в телеефірі засудила Спілка журналістів Росії.

## Погляди

### Критика телеканалу «Дощ»
У кінці січня 2014 року під час скандалу навколо опитування телеканалу «Дождь» про блокаду Ленінграда Андрій Норкін виступив із заявою, що журналісти «в своїй гонитві за громадянськими цінностями, за толерантністю, втратили почуття міри». На думку журналіста, тема Великої Вітчизняної війни — єдине, що об'єднує всіх громадян Росії, і необережно з нею поводитися було великою помилкою, сам опитування він порівняв з злочином і закликав журналістів телеканалу подати заяву про звільнення за власним бажанням. Його виступ тоді справило враження на журналістів і блогосферу.
Також, на думку Норкіна, «журналістів використовують як щит» власники телеканалу, чий бізнес був нібито побудований на домовленостях з керівництвом країни, а бізнес-модель «Дощу» — «організована при досить туманних обставин».
На думку журналіста Олега Кашина, «Андрій Норкін виявився єдиним пристойним людиною, що виступили проти „Дощу“ приблизно з тих же позицій, з яких на цю тему висловлювалися люди непристойні» і його заклик до журналістів телеканалу самим звільнитися став «частиною цієї погромної атмосфери». Пояснення цьому колишній колега Норкіна по радіостанції «Коммерсант FM» знаходить в тому, що той після розгону НТВ при виборі між ницістю і совістю вибрав останнє, і за минулі з того моменту 7 років, «які Андрій Норкін втратив, рятуючи цінності „унікального колективу“, його колеги-штрейкбрехери зуміли стати особами всіх федеральних каналів». Так що своєю нинішньою позицією Норкін негативно відповів на питання: «чи Варто було в 2001-му захищати свободу слова, яка виявилася не потрібна нікому?».

### Путін і опозиція
17 квітня 2014 року Норкін в ході програми «Пряма лінія з Путіним» поскаржився на те, що колеги критикують його позицію щодо подій у Криму, і висловив побоювання, що «серед росіян, особливо молодих, зараз» не модно любити Батьківщину — це «совок», а державу зі сфери виховання самоусунулася. Журналіст запропонував посилити патріотичне виховання, зокрема за рахунок зміцнення форми освіти начебто кадетських училищ.
На події, що відбуваються в Україні, журналісту «погляд наших ЗМІ …здається найбільш відповідним дійсності». Президент РФ Путін, повага до якого в Норкіна після кримських подій стала набагато більша, подобається журналісту «чоловічим началом». Те, що влада і президент Росії офіційно заперечували присутність у Криму російських солдатів і офіційне підтвердження надійшло лише на прямій лінії після приєднання регіону до Росії, журналіст виправдав тим, що той вчинив «як дипломат», а тому «всі знають, що у нас є війська в Криму».
Заявляв про те, що в 2000-х роках у нього стався ідеологічний розрив із ліберальними журналістами, політиками та громадськими діячами, яких він надалі звинувачував у відсутності патріотизму й бажанні «набити кишеню».

## Нагороди та премії
- Національна телевізійна премія «ТЕФІ—2006» в номінації «Ведучий інформаційної програми» (23 листопада 2006) — програма «Зараз в Росії»[57].
- Премія Уряду Російської Федерації 2013 року в області засобів масової інформації (17 грудня 2013) — за організацію мовлення радіостанції «Комерсант FM»[58].

## Санкції
З 2 лютого 2023 Андрій Норкін знаходиться під персональними санкціями Канади.

## Сім'я і особисте життя
Одружився з журналісткою Юлією Норкіною. Андрій та Юлія разом вели ефіри на радіостанції «Ехо Москви» і «Говорить Москва», а потім — на радіостанції «Комсомольська правда». У них двоє своїх дітей (син Олександр 1986 року народження та донька Олександра 1995 року народження), а також дві усиновлених дитини — брати Артем і Олексій.

## Список творів
- Книга «Священний обов'язок і почесний обов'язок» (глави 1-3, голови 4-18, голови 19-33). Видавець — Коммерсант FM. Формат — аудіозапис (поширюється вільно).
- Армійські байки. Як я віддавав Священний обов'язок в Радянській армії — М.: Ексмо серія «Наша Батьківщина СРСР», 2016., — ISBN 978-5-699-86412-6[62].
- Від НТВ до НТВ. Таємні смисли телебачення. Моя інформаційна війна — М: Ексмо, 2016. — 800 с. — ISBN 978-5-699-90791-5[63].